# Letov Š-25
De Letov Š-25 is een Tsjechoslowaaks dubbelzits-dubbeldekker-lesvliegtuig gebouwd door Letov. De Š-25 is ontworpen door ingenieur Alois Šmolík. De Š-25 vloog voor het eerst in 1930. Er is slechts drie prototypes gebouwd.

## Specificaties
- Bemanning: 2, de leerling en de instructeur
- Lengte: 9,45 m
- Spanwijdte: 11,35 m
- Vleugeloppervlak: 19,40 m2
- Leeggewicht: 960 kg
- Startgewicht: 1 180 kg
- Motor: 1× een door Škoda gebouwde Hispano-Suiza 8 Fb, 221 kW (300 pk)
- Maximumsnelheid: 197 km/h
- Kruissnelheid: 165 km/h
- Plafond: 4 700 m
- Vliegbereik: 600 km